# Santa Fé Fútbol Club
Ne doit pas être confondu avec Independiente Santa Fe (Colombie).
Le Santa Fé FC est un club féminin de football panaméen basé à Juan Díaz (es) dans la ville de Panama.

## Historique
Le Santa Fé FC joue pour la première fois en première division panaméenne en 2024. Lors du tournoi d'ouverture 2024, pour sa première saison dans l'élite, le club profite de l'absence des poids lourds des saisons précédentes (Tauro FC, San Miguelito, Plaza Amador...) et décroche directement le titre en battant CIEX 4-0 en finale. Le club se qualifie ainsi pour la première édition de la Coupe des champions féminine de la CONCACAF.
Santa Fé remporte le tournoi interclubs de l'UNCAF 2024 en battant en finale les Salvadoriennes d'Alianza 4-0.

## Palmarès
Championnat du Panama (2) :
- Champion en 2024 (ap. et cl.)

Tournoi interclubs de l'UNCAF (1) :
- Vainqueur en 2024